# Рудник Вудсток
Рудник Вудсток – колишнє гірничодобувне підприємство на Північному острові Нової Зеландії.
Рудник спорудила заснована в 1885 році Woodstock Gold and Silver Mining and Smelting Company, що в 1890-му після злиття з Kenilworth Company була перетворена на Woodstock United Goldmining Company.
Розробка велась підземним способом, при цьому відомо про існування 5 рівнів виробіток. В перші роки результати робіт були не дуже обнадійливі через специфічні характеристики руди, проте в 1890-х роках на додачу амальгамаційного процесу почали використовувати ціанування, що значно підвищило рентабельність копальні.
З 1900-го через випрацювання запасів почався спад видобутку і вже у 1903-му рудник припинив роботу.
В 1904-му права на рудник викупила компанія Talisman, яка організувала доступ до 14 рівня свого рудника Талісман через шахту Вудсток. Належна до Вудстоку фабрика з вилучення золота прпинила роботу наприкінці того ж десятиліття через повінь 1909-го та пожежу, що сталась в наступному році. Втім, Talisman продовжувала використовувати шахту до кінця 1910-х. 
Всього за час існування копальні з неї отримали 4,35 тонн золота.